# The Short Story of a Fox and a Mouse
 (février 2024).
Pour plus de détails, voir Fiche technique et Distribution.
The Short Story of a Fox and a Mouse est un court métrage produit par l'École supérieure des métiers artistiques en 2015, réalisé par Camille Chaix, Hugo Jean, Juliette Jourdan, Marie Pillier et Kevin Roger.

## Synopsis
Ce court métrage raconte l'histoire et la relation improbable qui se crée entre un renard et une souris, au beau milieu d'une plaine enneigée.

## Fiche technique
- Titre : The Short Story of a Fox and a Mouse
- Réalisation et scénario : Camille Chaix, Hugo Jean, Juliette Jourdan, Marie Pillier et Kevin Roger[2]
- Musique : Clément Osmont, Olivier Defradat
- Production : École supérieure des métiers artistiques
- Format : couleur
- Durée : 6 min 14 s
- Enregistrement et mixage : Studio des Aviateurs
- Année : 2015

## Distinctions

### Récompenses
En 2016, The Short Story of a Fox and a Mouse reçoit une distinction d'honneur : le court-métrage est sélectionné pour être projeté dans le cadre des Oscar Nominated Short Films 2016 (liste additionnelle des Oscar),. Le film a également été projeté dans plus de 400 salles de cinéma sur le territoire américain, et a été proposé sur les principales plateformes VOD.

### Sélections
- Festival d'Annecy (2016[6])
- ShortsTV en liste additionnelle au programme des Oscar Nominated Short Films 2016[3]
- Festival ClujShorts (2016)
- Festival Tribeca (2016[7])
- Festival du court métrage de Clermont-Ferrand - Programme Jeune Public (2015[8])